# Ley de transparencia, acceso a la información pública y buen gobierno
La Ley de transparencia de España, cuya denominación completa es Ley 19/2013, de 9 de diciembre, de transparencia, acceso a la información pública y buen gobierno, es una norma que tiene como objetivo ampliar y reforzar la transparencia de la actividad pública, regular y garantizar el derecho de acceso a la información relativa a aquella actividad y establecer las obligaciones de buen gobierno que deben cumplir los responsables públicos así como las consecuencias derivadas de su incumplimiento.
Se publicó en el Boletín Oficial del Estado el 10 de diciembre de 2013. Entró en vigor en dos momentos diferentes: el título preliminar, el título I relativo a la transparencia de la actividad pública y el título III sobre el Consejo de Transparencia y Buen Gobierno (CTBG) entraron en vigor el 10 de diciembre de 2014, mientras que el Título II, relativo al buen gobierno, entró en vigor el día siguiente a la publicación de la norma.

## Sujetos de la ley
La ley afecta, entre otras, a la Administración General del Estado, las administraciones de las comunidades autónomas y de las ciudades autónomas de Ceuta y Melilla y a las administraciones locales. También a la Casa Real, al Congreso, al Senado, al Tribunal Constitucional, al Banco de España, al Defensor del Pueblo, a los organismos autónomos y agencias estatales, entidades públicas empresariales, entidades gestoras y servicios comunes de la Seguridad Social, fundaciones del sector público, etc. Se incluye a sociedades mercantiles en las que participen entidades públicas con un capital superior al 50%. Sin embargo, no todas tienen las mismas obligaciones.
Sólo ciertas disposiciones de la ley se aplican a partidos políticos, sindicatos, organizaciones empresariales y entidades privadas con subvenciones públicas de más de 100.000 € o cuando al menos un 40% de sus ingresos anuales provienen de fondos públicos, siempre que alcancen 5.000 € de cantidad mínima.

## Título I: Transparencia

### Publicidad activa
La ley obliga a las administraciones públicas a difundir información relevante y actual sin que la ciudadanía se la solicite.
Se debe publicar en sedes electrónicas o páginas web. Esa información debe ser:
- Periódica
- Actualizada
- Clara
- Gratuita
- Estructurada
- Entendible
- Accesible universalmente, es decir, comprensible también, por ejemplo, para personas con discapacidad intelectual
- De calidad
- Identificable
- Localizable
- Que funcione en varios sistemas (interoperabilidad)
- Dispuesta formatos reutilizables, es decir, formatos con los que las personas puedan fácilmente realizar búsquedas, selección y elaborar obras derivadas

### Qué información se debe publicar activamente
Las entidades a las que se le aplica esta publicidad activa deben difundir información como la siguiente:
- Información relativa a sus funciones y normativa aplicable
- Estructura organizativa que incluirá: Organigrama, perfil y trayectoria profesional de sus responsables
- Contratos, su objeto, duración, importe, procedimiento, etc.
- Estadísticas del volumen presupuestario de contratos
- Relación de convenios suscritos, indicando también su objeto, duración, obligaciones, etc.
- Subvenciones y ayudas públicas concedidas
- Presupuestos, describiendo las principales partidas
- Cuentas anuales e informes de auditoría y fiscalización
- Retribuciones de las personas con mayor responsabilidad
- Declaraciones anuales de bienes y actividades de representantes locales

Concretamente para las Administraciones Públicas:
- Planes y programas anuales y plurianuales y medios previstos para su ejecución, indicadores de valoración, grado de cumplimiento y resultados
- Información de relevancia jurídica
- Relación de bienes inmuebles de su propiedad

### Derecho de acceso a la información pública
La información pública son todos los contenidos o documentos que esté en el poder, hayan sido elaborado o adquiridos por las entidades a las que se les aplica la ley de transparencia.
Este derecho está limitado cuando suponga un perjuicio para la seguridad nacional o pública, intereses económicos y comerciales, política económica y monetaria, secreto profesional, propiedad intelectual, protección del medio ambiente, entre otros casos.
En el caso de que afecte a datos personales especialmente protegidos, la persona afectada debe dar su consentimiento.
Las ciudadanas y ciudadanos pueden solicitar información a las Administraciones identificándose e indicando una forma de contacto, pero no es obligatorio exponer los motivos de la solicitud de información.
La Administración tendrá un mes para resolver la consulta o dos si el volumen o complejidad lo hace necesario.

### Portal de la Transparencia
Para la publicidad activa la ley obliga a la creación de esta herramienta, que dependerá del Ministerio de la Presidencia, para publicar la información obligatoria por ley que deba proveer la Administración General del Estado, así como la solicitada de forma más frecuente por la ciudadanía.
Durante el estado de alarma por la pandemia del COVID-19, desde el 14 de marzo de 2020 el gobierno modificó el decreto del estado de alarma para paralizar los trámites y solicitudes de acceso a información de la administración, a excepción de cuestiones referidas «a situaciones estrechamente vinculadas» con el coronavirus. Sin embargo, el 18 de marzo se produjo una nueva enmienda del decreto que eliminaba la anterior excepción y dejaba a discreción de la administración nuevos aportes de información, lo que dio lugar a numerosas críticas desde distintos sectores.

## Título II: Buen Gobierno
La ley obliga a actuar con transparencia, imparcialidad, igualdad de trato y diligencia a responsables de las administraciones públicas y entidades del sector público estatal.

## Título III: Consejo de Transparencia y Buen Gobierno
Es un organismo público independiente, con personalidad jurídica propia y plena capacidad de obrar pública y privada.
Sus funciones son:
```
  -Adoptar recomendaciones para el mejor cumplimiento de las obligaciones contenidas en la Ley de transparencia, acceso a la información pública y buen gobierno 
  -Asesorar en materia de transparencia, acceso a la información pública y buen gobierno.
  -Informar preceptivamente los proyectos normativos de carácter estatal que desarrollen la Ley de transparencia, acceso a la información pública y buen gobierno, o que estén relacionados con su objeto.
  -Evaluar el grado de aplicación de la Ley de transparencia, acceso a la información pública y buen gobierno. Para ello, elaborará anualmente una memoria en la que se incluirá información sobre el cumplimiento de las obligaciones previstas y que será presentada ante las Cortes Generales.
  -Promover la elaboración de borradores, de recomendaciones y de directrices y normas de desarrollo de buenas prácticas en materia de transparencia, acceso a la información pública y buen gobierno.
  -Promover actividades de formación y sensibilización para un mejor conocimiento de las materias reguladas por la Ley de transparencia, acceso a la información pública y buen gobierno.
  -Colaborar con órganos de naturaleza análoga en las materias que le son propias.
```

Se financia a través de los Presupuestos Generales del Estado.
Su composición interna es la siguiente:
```
  -Presidenta del Consejo de Transparencia y Buen Gobierno
  -Comisión de Transparencia y Buen Gobierno
  -Subdirección General de Reclamaciones
  -Subdirección General de Transparencia y Buen Gobierno
  -Oficina de Reclamaciones de Administraciones Territoriales
  -Unidad de Apoyo
  -Gabinete de la presidenta del Consejo de Transparencia y Buen Gobierno
```

## Críticas
Varias organizaciones han criticado aspectos de esta ley como los que siguen:
- El derecho de acceso a la información no se reconoce como fundamental, sólo como ordinario. En caso de conflicto, primará la protección de datos al acceso[7]
- Para que se cumpla el requisito de que los datos sean entendibles, reutilizables y en formatos con interoperabilidad, debe existir anteriormente en la Administración un sistema de archivos y almacenamiento eficaz, de lo contrario es muy complejo ofrecer la información requerida[8]
- Sólo se aplica a nivel estatal, las comunidades autónomas deben aprobar sus correspondientes leyes de transparencia
- El artículo 18 excluye comunicaciones públicas e informes internos, sin definir qué entiende como interno
- El buscador del portal de la transparencia no funciona correctamente: no indexa los datos internos de los documentos ni utiliza convenciones básicas que los buscadores de internet cumplen desde hace más de una década[9]
- El buscador del portal de la transparencia obliga a usar el DNI electrónico. Según el Instituto Nacional de Estadística en 2014 el 47,9% de la población de 16 a 74 años de edad declara disponer de DNIe, pero solo el 8,5% de estos tiene lector de tarjetas con microchip electrónico, complemento que hay que comprar separadamente.[10][11]
- No ofrece un régimen de sanciones explícito y detallado para quienes incumplan las obligaciones de facilitar la información solicitada
- No obliga a que las 21.000 instituciones del país tengan que publicar su inventario de bienes y derechos[12]
- La Administración tiene un plazo de un mes, prorrogable a dos, para contestar las solicitudes de información pero, si finalmente no contesta, no tendrá que explicar por qué
- La ley recoge hasta 12 límites para denegar el derecho a información, algunos ambiguos
- El Gobierno no incluye en el Portal de Transparencia información sobre el coste de viajes oficiales, aunque sí se puede solicitar esa información[13]
- El portal recoge información de contratos que estén en vigor en o a partir de 2014, no de años anteriores[14]
- La ley excluye la publicación de borradores previos a las decisiones
- España lleva un notable retraso en la aprobación de una ley como esta[15]
- No todas las instituciones mencionadas en esta ley deben cumplir con las obligaciones de publicar proactivamente información y responder a solicitudes de ciudadanas y ciudadanos. De hecho, se critica la confusión que produce la ley al definir las entidades obligadas a cumplirla[16]
- No se proporciona información que se deba elaborar para quien la solicite. Es decir, sólo proporciona datos registrados, no los que se deban elaborar ad hoc para la petición[17]

En el mundo existen otras 99 leyes de transparencia. En un ranking elaborado por dos organizaciones sin ánimo de lucro, la española ha quedado en el puesto 64º.